# Eccidio del cantiere Gondrand
L'eccidio del cantiere Gondrand fu una strage avvenuta nei pressi della località etiopica di Mai Lahlà all'alba del 13 febbraio 1936 nel corso della guerra d'Etiopia, quando quasi tutti gli operai italiani di un cantiere per costruzioni stradali vennero uccisi a seguito di un'operazione di guerriglia di soldati etiopici agli ordini di ras Immirù.
La strage avvenne in contemporanea alla battaglia dell'Amba Aradam, combattuta dal 10 al 19 febbraio a circa 200 km a sud di Mai Lahlà.

## L'eccidio
Nella località Utok Emni presso Mai Lahlà, ubicata nelle retrovie del territorio etiope nelle immediate vicinanze del confine con l'Eritrea italiana, la Società Nazionale Trasporti Gondrand si stava occupando della costruzione di strade coloniali durante la guerra d'Etiopia e presso il villaggio di Daro Taclè aveva posto il suo cantiere n.1, impegnato nell'allargamento della strada tra l'Asmara ed Adua.
Il cantiere ospitava poco meno di un centinaio di operai italiani con a capo l'ingegnere Cesare Rocca accompagnato da sua moglie Lydia Maffioli e l'ingegnere Roberto Colloredo Mels; nonostante nella zona vi fossero presidi di truppe italiane, l'area del cantiere non risultava visibile da questi.
Nella notte tra il 12 e 13 febbraio 1936 una banda composta da 100 uomini (secondo altre fonti 600 guerrieri del ras Immirù, al comando del fitaurari Chenfè, attaccò il cantiere conquistandolo dopo una breve resistenza.
(Ras Immirù)

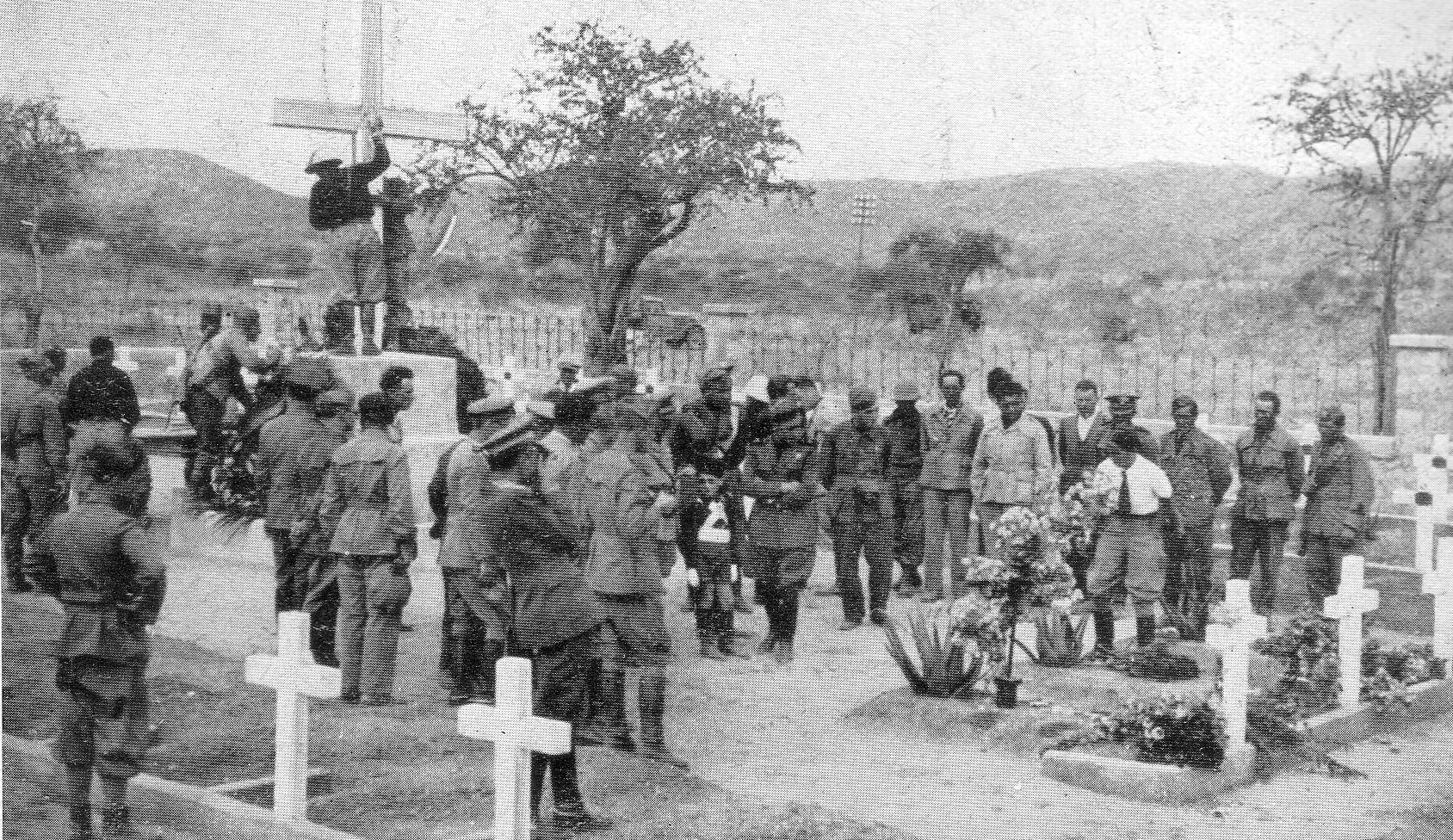
Il cimitero di Mai Lahlà nel primo anniversario dell'eccidio

Il cantiere era fornito di circa 15 moschetti come arma di difesa, ma nonostante gli operai avessero usato anche gli attrezzi da lavoro e badili come strumenti di difesa furono sopraffatti dagli etiopi; quasi tutti gli operai presenti quella notte, sessantotto italiani e diciassette eritrei, furono uccisi nel giro di un paio di ore, salvo due italiani (Alfredo Lusetti e Ernesto Zannoni), che finirono prigionieri e vennero successivamente liberati.
Il massacro fu scoperto qualche ora dopo da un reparto del 41º Reggimento: i militari trovarono che molti cadaveri degli italiani presentavano mutilazioni o evirazioni. Nell’azione si distinse il capitano del genio Armando Rizzi, che al comando della sua compagnia impegnò e mise in fuga una pattuglia di retroguardia avversaria, azione che gli valse la Croce di guerra al valor militare. Sul luogo vi erano anche i segni di un'esplosione della polveriera del cantiere, che aveva provocato la morte di circa una quarantina di guerrieri etiopi. Lydia Maffioli fu ritrovata uccisa a colpi di rivoltella, probabilmente ad opera del marito per evitarle la cattura.

## Rappresaglia

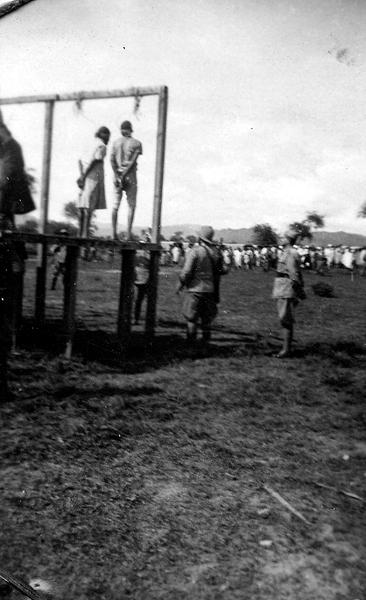
Impiccagione pubblica di capi locali ritenuti colpevoli

Subito dopo il massacro, i soldati italiani iniziarono una dura rappresaglia nei confronti della popolazione della zona circostante a Mai Lahlà: nei pressi del cantiere furono uccisi a fucilate cinque passanti, mentre nel villaggio di Darò Taclè avvennero 18 uccisioni e 7 ferimenti. Ogni giorno giunsero alle autorità italiane denunce di brutali violenze contro la popolazione indigena.
(Alberto Pollera, 24 febbraio 1936)
Il 7 marzo 1936 oggetti provenienti dalla depredazione del cantiere, appartenenti all'ingegner Rocca, vennero scoperti dagli spahis del 2º Corpo d'armata italiano durante un'ispezione di tucul nel villaggio di Adi Anfitò, i cui abitanti vennero uccisi per rappresaglia. Un gruppo di donne e uomini riparati all'interno di una chiesa furono trucidati e bruciati della 109ª brigata, mentre una donna sopravvissuta venne prima stuprata da più soldati italiani e infine uccisa con un tizzone ardente infilato nella vagina.
La reazione italiana al massacro della Gondrand portò all'impiccagione di capi locali e individui ritenuti colpevoli del massacro, i cui corpi furono lasciati a lungo esposti sulla forca alla mercé degli avvoltoi come monito alla popolazione locale.
Dopo questo massacro a tutti gli italiani venne indicato dai comandi di tenere per sé l'ultima cartuccia in caso di scontro armato, per evitare una fine brutale in caso di cattura.

## Protesta alla Società delle Nazioni

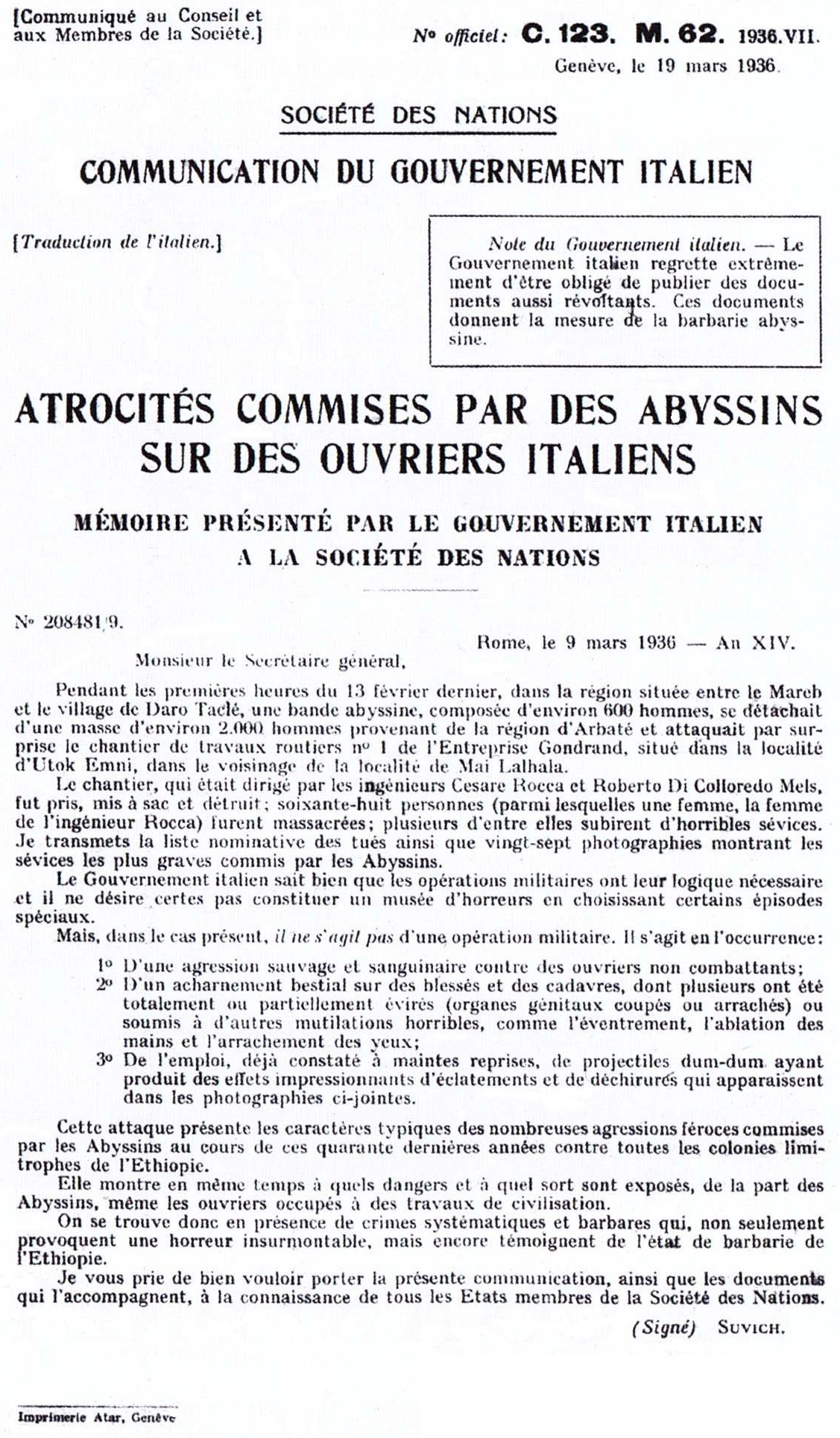
La denuncia del governo italiano alla Società delle Nazioni

Il 9 marzo 1936 il segretario generale del Ministero degli Esteri Fulvio Suvich presentò alla Società delle Nazioni la relazione del governo italiano che denunciava il massacro di Gondrand. Nel documento, il governo italiano lamentò:
1. un'aggressione selvaggia e sanguinaria contro operai non combattenti;
2. un accanimento bestiale su feriti e cadaveri, molti dei quali totalmente o parzialmente evirati (organi genitali tagliati o strappati) o sottoposti ad altre terribili mutilazioni come lo sventramento, il taglio delle mani e l'asportazione degli occhi;
3. l'impiego, già constatato in altre occasioni, di proiettili dum-dum che hanno causato impressionanti squarci e lacerazioni ben riscontrabili nel repertorio delle fotografie allegate.

La denuncia presentata alla Società delle Nazioni non ebbe riscontro, in quanto dopo poche settimane gli eventi portarono all'occupazione dell'Etiopia da parte dell'Italia.